# Róże dla Stalina
Róże dla Stalina (ros. Розы для Сталина) – obraz olejny namalowany przez radzieckiego malarza i grafika Borisa Władimirskiego w 1949 roku.

## Opis
Obraz będący typowym przykładem realizmu socjalistycznego, przedstawia przywódcę ZSRR Józefa Stalina w białym mundurze i czapce, w otoczeniu pięciorga dzieci z organizacji pionierów (na co wskazują ich ubiory), które wręczają mu bukiet białych i czerwonych róż. Dzieci z szacunkiem i miłością wpatrują się w Stalina, który choć obejmuje jednego z chłopców lewą ręką, wydaje się być nieobecny patrząc w niewidocznym dla widza kierunku niczym posąg. Dopełnieniem kompozycji jest zielony ogród i błękitne morze w tle.